# Струмяни (Лодзинське воєводство)
Струмяни (пол. Strumiany) — село в Польщі, у гміні Буженін Серадзького повіту Лодзинського воєводства.
Населення — 415 осіб (2011).
У 1975-1998 роках село належало до Серадзького воєводства.

## Демографія
Демографічна структура станом на 31 березня 2011 року:
|          | Загалом | Допрацездатний вік | Працездатний вік | Постпрацездатний вік |
| -------- | ------- | ------------------ | ---------------- | -------------------- |
| Чоловіки | 201     | 36                 | 149              | 16                   |
| Жінки    | 214     | 47                 | 124              | 43                   |
| Разом    | 415     | 83                 | 273              | 59                   |